# هنري إي. ارين
هنري إي. ارين (بالإنجليزية: Henry E. Warren) هو شخصية أعمال أمريكي، ولد في 21 مايو 1872، وتوفي في 21 سبتمبر 1957.

## معرض صور

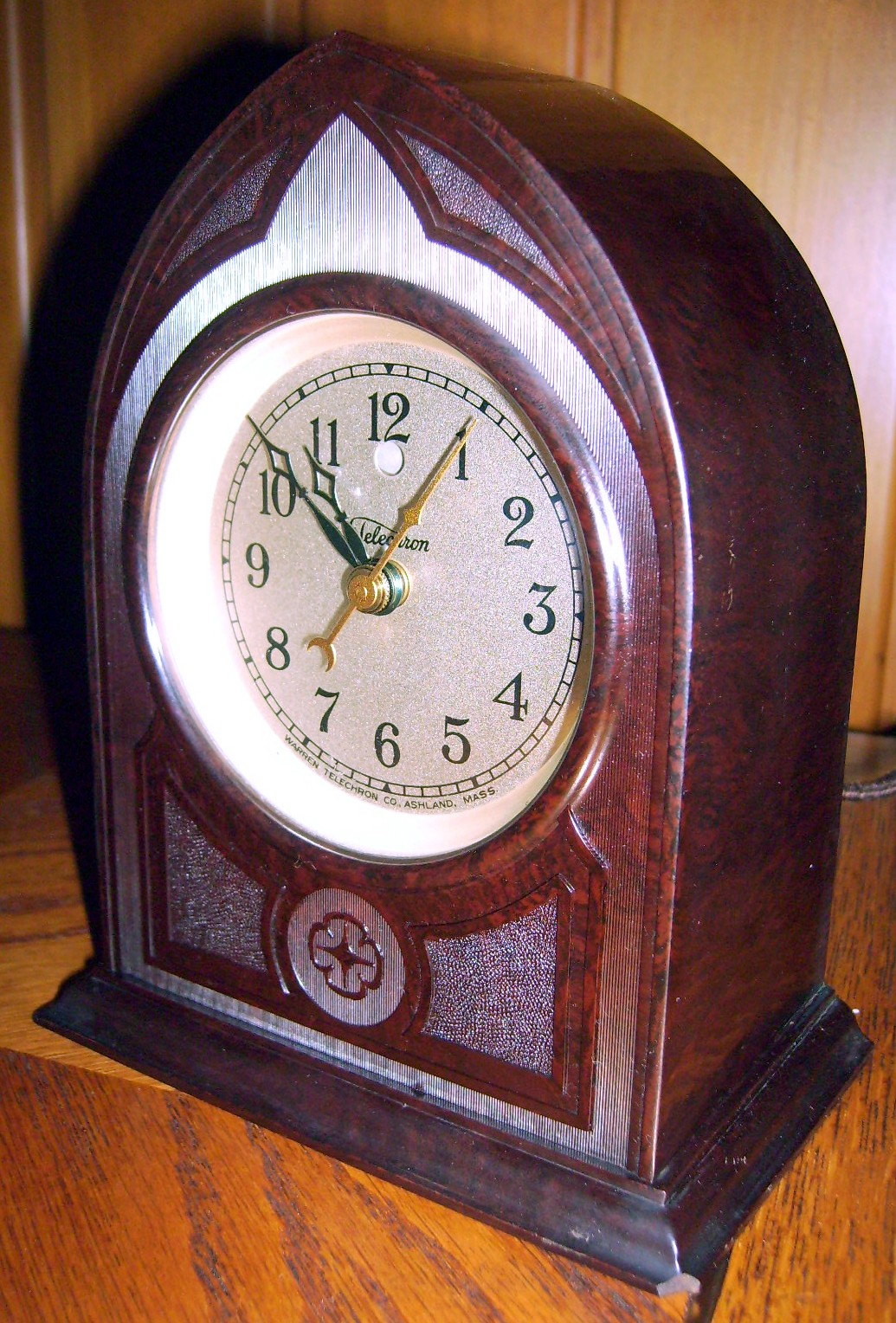
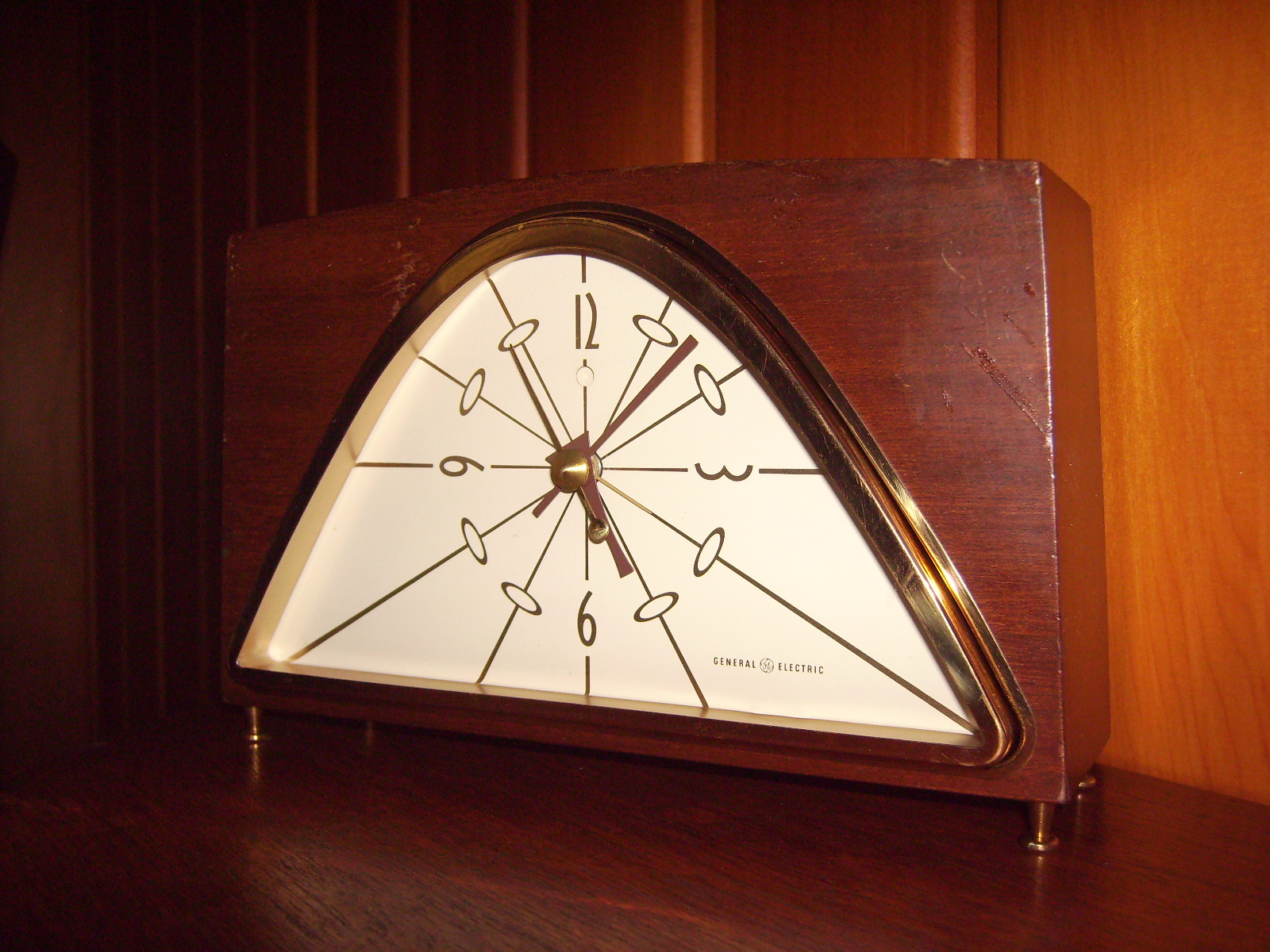
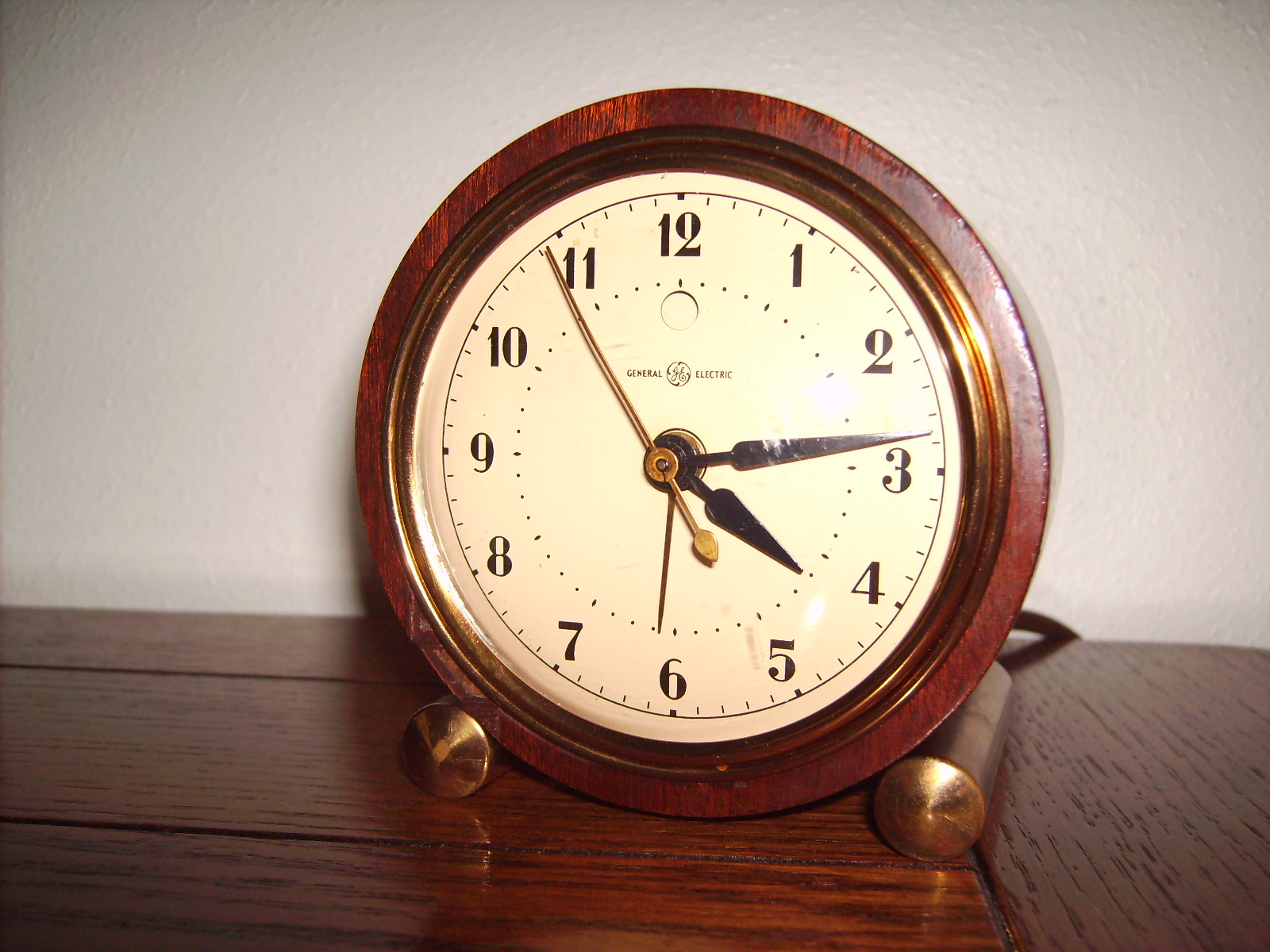
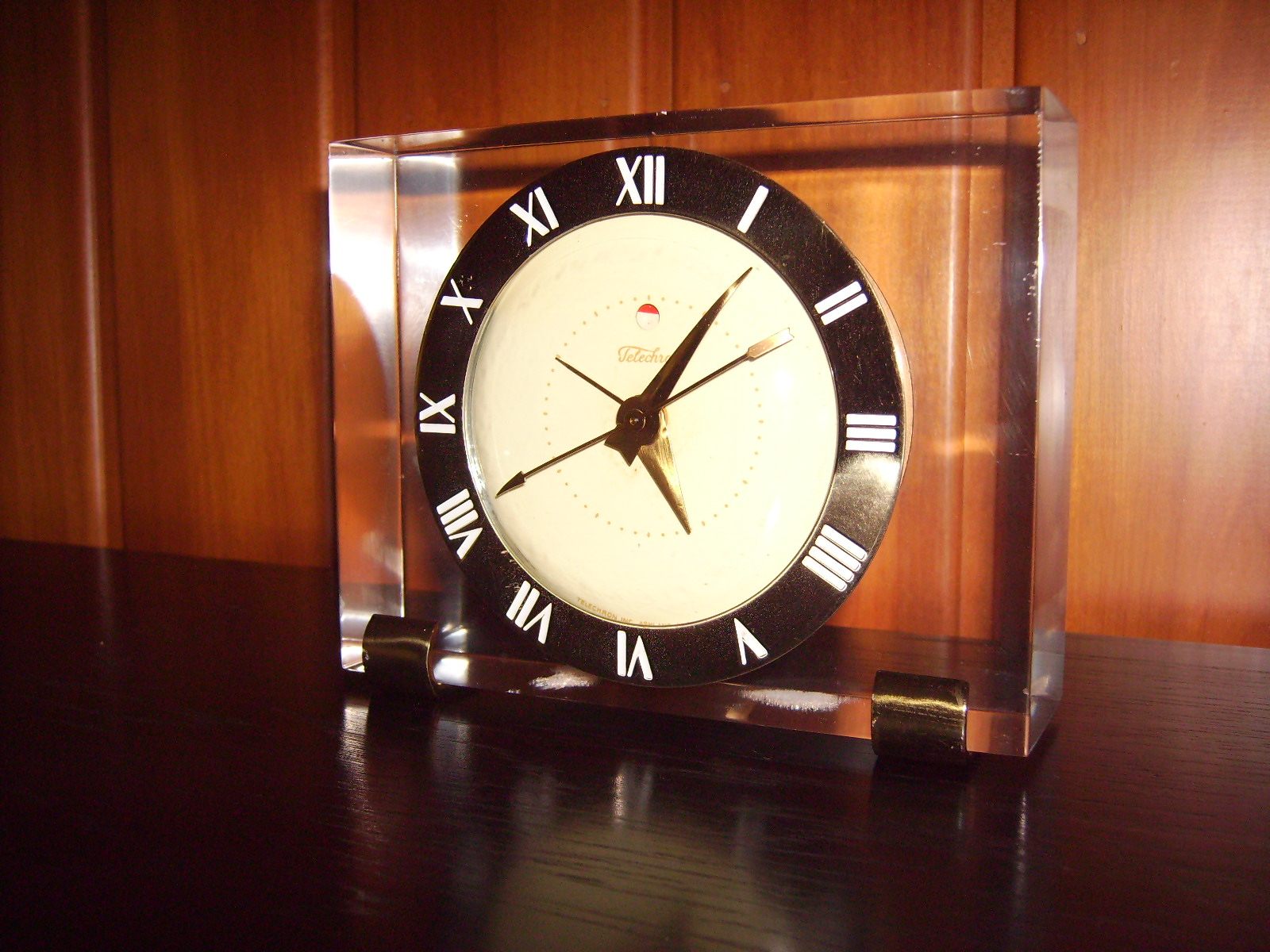